# Cross (Familienname)
Cross (engl. für ‚Kreuz‘) ist ein englischer Familienname.

## Namensträger

### A
- Amanda Cross, Pseudonym von Carolyn Heilbrun (1926–2003), US-amerikanische Schriftstellerin und Frauenrechtlerin
- Amos Cross (1861–1888), US-amerikanischer Baseballspieler
- Art Cross (1918–2005), US-amerikanischer Rennfahrer

### B
- Ben Cross (1947–2020), britischer Schauspieler
- Beverley Cross (1931–1998), britischer Librettist und Drehbuchautor
- Burton M. Cross (1902–1998), US-amerikanischer Politiker

### C
- Charles Cross (* 2000), US-amerikanischer American-Football-Spieler
- Charles Frederick Cross (1855–1935), britischer Chemiker, Ko-Erfinder der Viskosefaser
- Charles Whitman Cross (1854–1949), US-amerikanischer Geologe
- Charles Wilson Cross (1872–1928), kanadischer Politiker

- Chris Cross (Musiker) (Chris St. John; 1952–2024), englischer Bassist von Ultravox
- Chris Cross (Tänzer) (* 1994), österreichischer Tänzer
- Christopher Cross (* 1951), US-amerikanischer Sänger und Songschreiber
- Cory Cross (* 1971), kanadischer Eishockeyspieler

### D
- David Cross (Offizier), US-amerikanischer Oberst
- David Cross (Musiker) (* 1949), britischer Musiker und Musikproduzent
- David Cross (Fußballspieler) (* 1950), englischer Fußballspieler
- David Cross (* 1964), US-amerikanischer Schauspieler
- Donna Woolfolk Cross (* 1947), US-amerikanische Schriftstellerin

### E
- Earl Cross (1933–1987), US-amerikanischer Jazztrompeter
- Edward Cross (1798–1887), US-amerikanischer Politiker
- Edward Cross (Zoodirektor) (1774–1854), britischer Zoodirektor
- Éliska Cross (* 1986), französische Schauspielerin
- Else Cross (Else Gross; 1902–1987), österreichisch-englische Pianistin und Musikpädagogin
- Emily Cross (* 1986), US-amerikanische Florettfechterin
- Emily S. Cross (* 1979), Neurowissenschaftlerin und Tänzerin
- Eric Cross (1902–2004), britischer Kameramann
- Ethan Cross, amerikanischer Schriftsteller

### F
- Frank M. Cross (1921–2012), US-amerikanischer Alttestamentler und Paläograph

### G
- Gabriel Cross (Benjamin Williams; * 1987), britischer Pornodarsteller
- Geoff Cross (* 1982), schottischer Rugby-Union-Spieler
- Geoffrey Cross, Baron Cross of Chelsea (1904–1989), britischer Richter
- George Cross (Theologe) (1862–1929), kanadischer Theologe
- George Cross (Schauspieler), Schauspieler
- George A. M. Cross (* 1942), US-amerikanischer Biologe
- George Lynn Cross (1905–1998), US-amerikanischer Biologe und Hochschullehrer
- Gillian Cross (* 1945), englische Autorin

### H
- Hannah Cross (* 1997), australische Synchronschwimmerin
- Hardy Cross (1885–1959), US-amerikanischer Bauingenieur
- Henri Edmond Cross (1856–1910), französischer Maler
- Howard Cross (* 1967), US-amerikanischer Footballspieler
- Hugh Cross (Sänger) (1904–1970), US-amerikanischer Country-Sänger
- Hugh Cross (Schauspieler) (1925–1989), britischer Schauspieler
- Hugh W. Cross (1896–1972), US-amerikanischer Politiker

### J
- J. Cross (um 1871–nach 1897), schottischer Fußballspieler
- James Richard Cross (1921–2021), britischer Diplomat
- James U. Cross (1925–2015), US-amerikanischer General und Autor
- James Cross (1916–1997), Autorenpseudonym des britisch-US-Amerikanischen Autors und Soziologen Hugh Jones Parry
- Jennifer Cross (* 1992), kanadische Volleyballspielerin
- Jerome Cross (* 1996), kanadischer Volleyballspieler
- Jesseca Cross (* 1975), US-amerikanische Leichtathletin
- Jessie Cross (1909–1986), US-amerikanische Leichtathletin
- Joan Cross (1900–1993), britische Opernsängerin (Sopran)
- John Cross (Maler) (1819–1861), englischer Maler
- John Henry Cross (1925–2010), US-amerikanischer Parasitologe
- Joseph Cross (* 1986), US-amerikanischer Schauspieler
- Joseph Cross (Jurist) (1843–1913), US-amerikanischer Jurist und Politiker
- Josiah Cross, US-amerikanischer Filmschauspieler

### K
- Kain Cross (* 1974), US-amerikanischer Rugby-Union-Spieler
- Kate Cross (* 1991), englische Cricketspielerin
- Kayla Cross (* 2005), kanadische Tennisspielerin
- Keith Cross (1928–2011), australischer Rugby-Union-Spieler
- Kendall Cross (* 1968), US-amerikanischer Ringer
- Kenneth Brian Boyd Cross (1911–2003), Offizier der Luftstreitkräfte des Vereinigten Königreichs
- Kyra Cooney-Cross (* 2002), australische Fußballspielerin

### L
- L. Eric Cross (1923–2016), britisch-US-amerikanischer Ingenieurwissenschaftler
- Larry Cross (1913–1976), kanadischer Schauspieler
- Lave Cross (1866–1927), US-amerikanischer Baseballspieler

### M
- Manfred Cross (* 1929), australischer Politiker
- Marcia Cross (* 1962), US-amerikanische Schauspielerin
- Martin Cross (* 1957), britischer Ruderer
- Matthew Cross (Rugbyspieler) (* 1981), australischer Rugby-League-Spieler
- Matthew Cross (Cricketspieler) (* 1992), schottischer Cricketspieler
- Mike Cross (Politiker) (1944–2013), US-amerikanischer Politiker
- Mike Cross (Musiker) (* 1946), US-amerikanischer Singer-Songwriter
- Misha Cross (* 1989), polnische Pornodarstellerin

### N
- Nathaniel Cross (* ≈1990), britischer Jazzmusiker
- Neil Cross (* 1969), britischer Schriftsteller
- Nicole Cross (* 1993), deutsche Popsängerin
- Niki Cross (* 1985), US-amerikanische Fußballspielerin
- Nikki Cross (* 1989), schottische Wrestlerin

### O
- Oliver H. Cross (1868–1960), US-amerikanischer Politiker

### P
- Paul Clifford Cross (1907–1978), US-amerikanischer Chemiker
- Polton Cross, Pseudonym des britischen Science-Fiction-Autors John Russell Fearn (1908–1960)

### R
- Randy Cross (* 1954), US-amerikanischer Footballspieler
- Richard Cross, 1. Viscount Cross (1823–1914), britischer Jurist und Politiker
- Richard Cross (Sänger) (* 1935), US-amerikanischer Opernsänger (Bassbariton)
- Rob Cross (* 1990), englischer Dartspieler der Professional Darts Corporation
- Roger Cross (* 1969), kanadischer Schauspieler
- Ronald Cross (1896–1968), britischer Politiker und Gouverneur von Tasmanien
- Ronald Anthony Cross (1937–2006), US-amerikanischer Science-Fiction- und Fantasyautor
- Roy Cross (1924–2024), britischer Marinemaler
- Ryan Cross (* 1979), australischer Rugbyspieler

### S
- Sidney Cross (Turner) (1891–1964), britischer Turner
- Sidney Cross (Leichtathlet) (1925–2010), britischer Leichtathlet
- Simon Cross (* 1985), Fußballspieler der Britischen Jungferninseln
- Stewart Cross (1928–1989), britischer anglikanischer Theologe

### T
- Tara Cross-Battle (* 1968), US-amerikanische Volleyballspielerin
- Theodore Cross (1924–2010), US-amerikanischer Rechtsanwalt und Bürgerrechtsaktivist
- Theon Cross (* 1993), britischer Jazzmusiker
- Tim Cross (Offizier) (* 1951), britischer Generalmajor
- Tim Cross (Musiker) (1955–2012), britischer Musiker
- Tom Cross (Rugbyspieler) (1876–1930), neuseeländischer Rugbyspieler
- Tom Cross (Fechter) (* 1931), australischer Fechter
- Tom Cross (Politiker) (* 1958), US-amerikanischer Politiker
- Tom Cross (Filmeditor), US-amerikanischer Filmeditor

### U
- Ulric Cross (1917–2013), Jurist, Diplomat und Weltkriegsveteran aus Trinidad und Tobago

### W
- Wilbur Lucius Cross (1862–1948), US-amerikanischer Politiker
- William Cross (Politiker) (1856–1892), britischer Politiker
- William Cross (Ruderer) (1908–1993), australischer Ruderer
- William Cross (Politikwissenschaftler) (* 1962), kanadischer Politikwissenschaftler